# 姫路市警察
姫路市警察（ひめじしけいさつ）は、かつて存在した兵庫県姫路市の自治体警察。

## 概要
旧警察法の施行で、従来の兵庫県警察部が解体され、1948年（昭和23年）3月7日に姫路市警察本部が設置された。翌年の1949年（昭和24年）に姫路市警察局と改称した。
その後、1954年（昭和29年）に、旧警察法が全面改正される形で新警察法が公布された。これにより国家地方警察と自治体警察が廃止され、新たに都道府県警察として兵庫県警察が発足。姫路市警察も兵庫県警察に統合され、姿を消した。

## 組織
1951年（昭和26年）時点
- 警務課
- 警備課
- 警ら交通課
- 捜査課

## 警察署
1950年（昭和25年）時点
- 姫路警察署
- 飾磨警察署
- 網干警察署